# Grande Miquelão

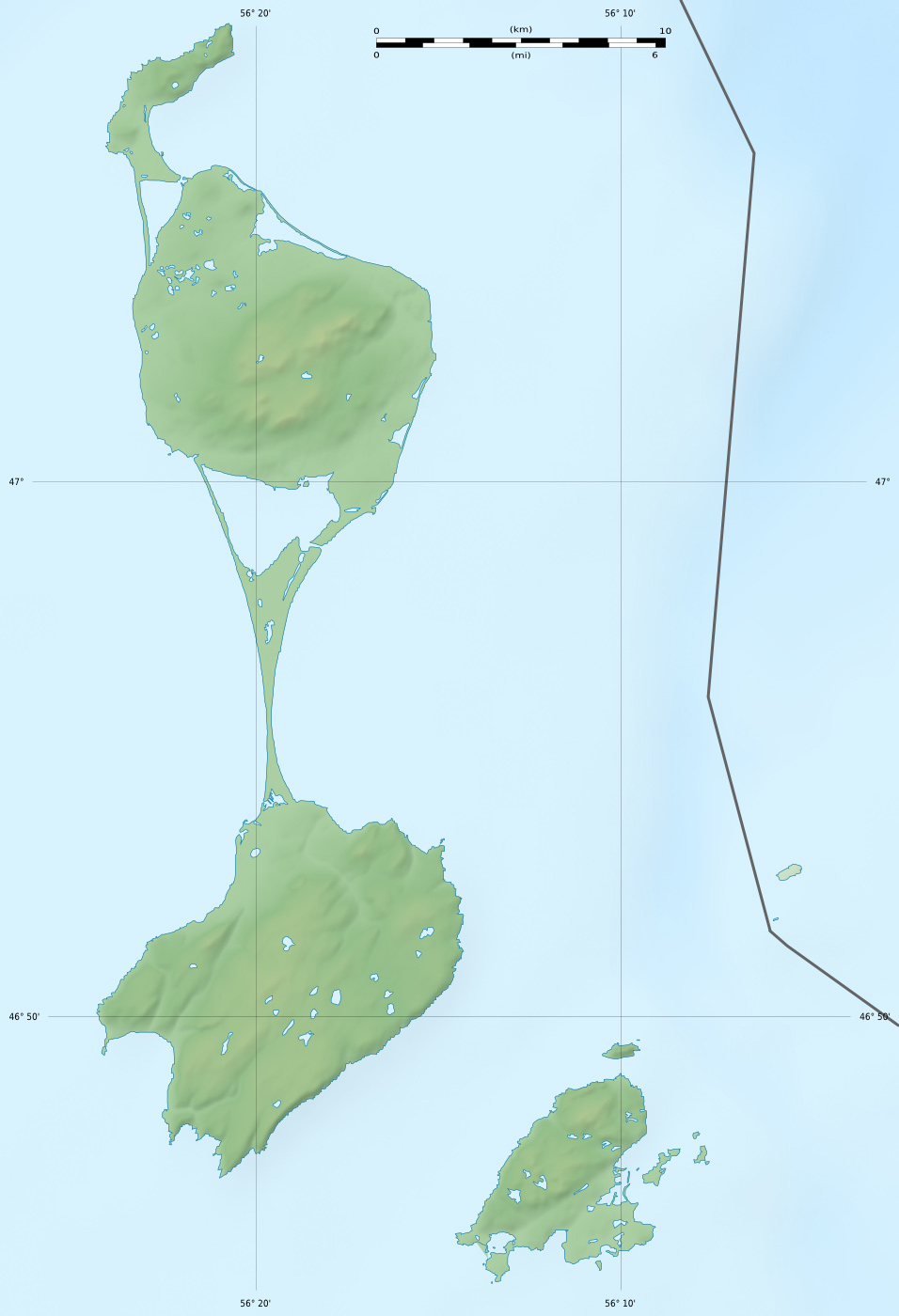
Arquipélago de São Pedro e Miquelão.

Grande Miquelão (em francês: Grande Miquelon, nome também usado em português), é uma ilha que, junto com as de Langlade e Le Cap, forma a "ilha de Miquelão", no arquipélago de São Pedro e Miquelão, uma coletividade de ultramar da França localizada ao sul de Terra Nova, Canadá. Grande Miquelão está situada ao norte de Langlade e ao sul de Le Cap.

## Administração
Administrativamente, Grande Miquelão faz parte da comuna (município) de Miquelão-Langlade. Possui apenas algumas casas que estão relativamente isoladas uma da outra. Uma estrada corre ao longo da costa oeste da ilha, conectando o vilarejo de Miquelão ao noroeste (que fica na antiga ilha de Le Cap) até Langlade, no sul, na extensão da estrada route nationale 3. Outra estrada passa a norte da península.